# Ngspice
Ngspice — симулятор електронних схем загального призначення з відкритим вихідним кодом. Забезпечує моделювання в режимі змішаних сигналів (mixed-signal) і на змішаному рівні (mixed-level). Є розширенням Spice3f5 (використовує частину коду проекту  Cider), що забезпечує моделювання на змішаному рівні, і проекту XSPICE (використовує код моделювання змішаних сигналів). 
Адаптований до усіх операційних систем, які можуть збирати програми з вихідних кодів.
Використовується в розробці інтегральних схем як засіб перевірки цілісності схем і аналізу її поведінки.

## Компілювання
Симулятор може бути зібраний з багатьма опціями. Найбільш часто використовувані:
- --disable-debug - відключити можливість зневадження.
- --enable-xspice - підключити підтримку XSPICE.
- --enable-ansi   - увімкнути ANSI.
- --enable-cider  - підключити  Cider.
- --enable-adms   - підключити підтримку ADMS.
- --with-wingui   - зібрати із графічним інтерфейсом для ОС Windows.
- --with-x        - зібрати із графічним інтерфейсом для  ОС Linux (у "Іксах").

Решта аргументів до файлу ./configure можуть бути виведені за допомогою аргументу --help.

## Cider
Опція Cider вмикає підтримку симулятора Cider. Це симулятор для аналізу на рівні приладів, дає змогу більш точно симулювати роботу важдивих вузлів. Використовує для можелювання два симулятори -   DCIM та інтерфейс  GSS TCAD.

## XSPICE
Опція XSPICE вмикає підтримку моделей XSPICE . Це комбінований симулятор змішаних моделей.

## ADMS
Опція ADMS вмикає підтримку моделей  Verilog. 

## TCLSpice
Інтерфейс для написання графічних оболонок для спрощення взаємодії з користувачем. Написаний на мові TCL

## Стан проекту
проект активно розвивається на платформі Sourceforge
Остання стабільна версія симулятора - 32+
Програма написана мовою C.